# Condado de Merced
El condado de Merced (en inglés: Merced County) es uno de los 58 condados del estado de California, en Estados Unidos. La sede del condado y mayor ciudad es Merced. La población del condado es de 210 554 habitantes, y la densidad de población es de 42.1 hab./km² (según el censo nacional de 2000).

## Geografía
Según la Oficina del Censo, el condado tiene un área total de 5123 km² (1978,0 mi²), de la cual 5011,6 km² (1935,0 mi²) es tierra y 111,4 km² (43,0 mi²) (2.19%) es agua. A menudo el condado es considerado parte del Área de la Bahía de San Francisco, pero en realidad forma más parte del Área de la Bahía de Monterrey.

### Condados adyacentes
- Condado de Stanislaus (norte)
- Condado de Tuolumne (noreste)
- Condado de Mariposa (este)
- Condado de Madera (sureste)
- Condado de Fresno (sur)
- Condado de San Benito (suroeste)
- Condado de Santa Clara (oeste)

### Localidades

#### Ciudades
Atwater |
Dos Palos |
Gustine |
Livingston |
Los Baños |
Merced 
Stevenson 

#### Lugares designados por el censo
Bear Creek |
Delhi |'
Franklin |
Hilmar-Irwin |
Le Grand |
McSwain |
Planada |
Santa Nella |
Snelling |
South Dos Palos |
Stevinson |
Tuttle |
University of California Merced |
Volta |
Winton 

#### Áreas no incorporadas
Amsterdam |
Arena |
Athlone |
Ballico |
Bear Creek |
Brito |
Buhach |
Calpack |
Castle Gardens |
Cortez |
Cressey |
Dos Palos Y |
El Nido |
Fergus |
Fluhr |
Hamburg Farms |
Hilmar |
Hopeton |
Ingomar |
Irwin |
Kadota |
Lingard |
Merced Falls |
Plainsburg |
Santa Nella Village |
Santa Rita Park |
The Grove |
Trent 

## Demografía
En el censo de 2000, había 210 554 personas, 63 815 hogares y 49 775 familias residiendo en el condado. La densidad poblacional era de 42 personas por km². En el 2000 había 68 373 unidades habitacionales en una densidad de 14 por km². La demografía del condado era de 56.21% blancos, 3.83% afroamericanos, 1.19% amerindios, 6.80% asiáticos, 0.19% isleños del Pacífico, 26.13% de otras razas y 5.56% de dos o más razas. 45.34% de la población era de origen hispano o latino de cualquier raza.
En el 2008 la renta per cápita promedia del condado era de $44 338, y el ingreso promedio para una familia era de $48 071. En 2000 los hombres tenían un ingreso per cápita de $44 158 versus $29 524 para las mujeres. El ingreso per cápita para el condado era de $18 319. Alrededor del 21.7% de la población estaba bajo el umbral de pobreza nacional.

## Transporte

### Principales autopistas
- Interestatal 5
- Ruta Estatal 33
- Ruta Estatal 59
- Ruta Estatal 99
- Ruta Estatal 140
- Ruta Estatal 152
- Ruta Estatal 165